# Adam Aircraft Industries

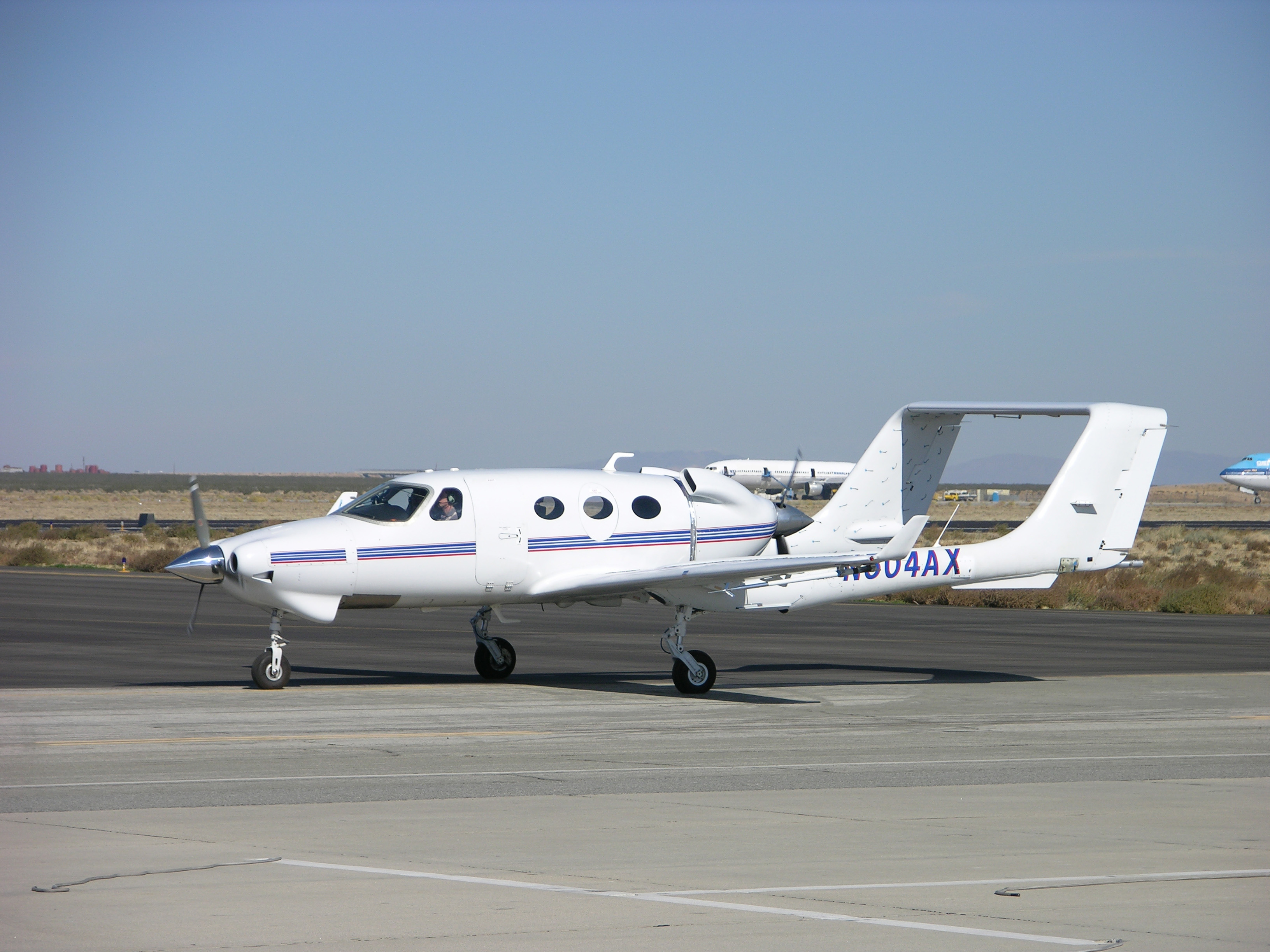
Adam A500

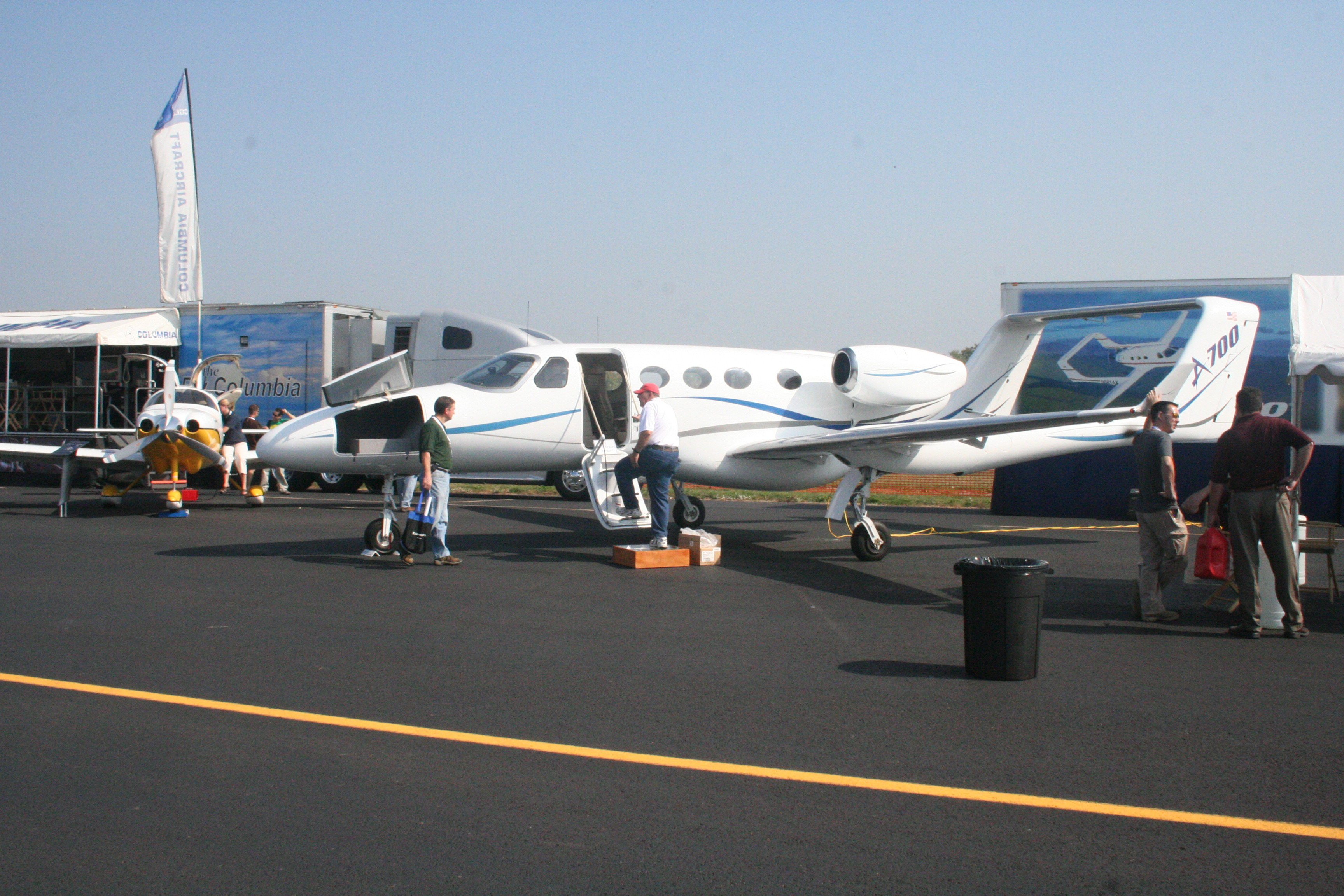
Adam A700

Adam Aircraft Industries, Inc. war ein US-amerikanischer Hersteller von Flugzeugen mit Sitz am Flughafen Centennial in Centennial, Colorado.

## Allgemeines
Das Unternehmen wurde im Januar 1998 von Rick Adam gegründet. Die Adam M-309 wurde als Technologieträger im Jahre 2000 bei Scaled Composites gefertigt. Die Fertigung des Prototyps des ersten kommerziellen Musters begann im Juni 2001. Der größte Anteilseigner war die Investmentbank Goldman Sachs.
Im Januar 2008 wurde bekannt, dass das Unternehmen in finanziellen Schwierigkeiten steckt und Mitarbeiter entlassen muss. Am 11. Februar 2008 stoppte es den Betrieb und meldete am 19. Februar Insolvenz an.
Nach der Insolvenz wurden die Einrichtungen zuerst von der russischen „AAI Acquisitions“ und nach deren Insolvenz dann 2009 von „Triton Aerospace“ übernommen.

## Produkte
Adam Aircraft Industries zeichnete sich durch Anwendung modernster Konstruktionsmethoden und den Einsatz Kohlenstofffaserverstärkter Kunststoffe aus. Bekannte Muster des Unternehmens sind das zweimotorige propellergetriebene Geschäftsreiseflugzeug Adam A500 und das zweistrahlige Geschäftsreiseflugzeug Adam A700 mit Strahltriebwerken. Die Produktion der beiden Muster soll in veränderter Form von „Triton Aerospace“ wieder aufgenommen werden.